# Pseudolaelia geraensis
Pseudolaelia geraensis är en orkidéart som beskrevs av Guido Frederico João Pabst. Pseudolaelia geraensis ingår i släktet Pseudolaelia och familjen orkidéer. Inga underarter finns listade i Catalogue of Life.